# 디 오벌

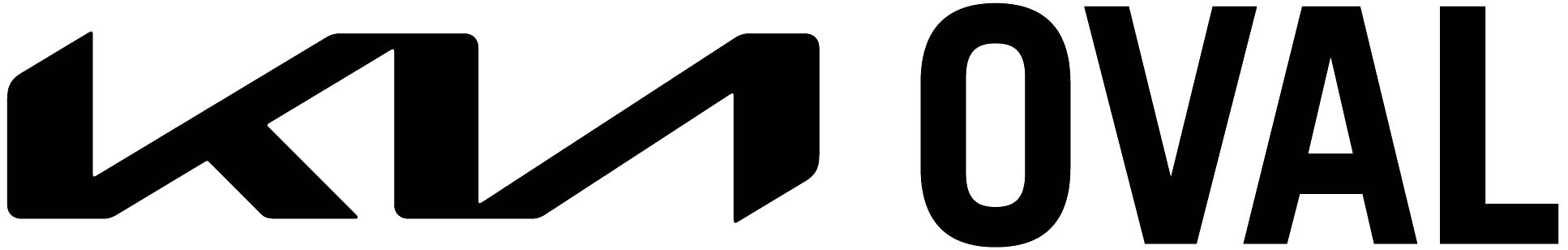
로고

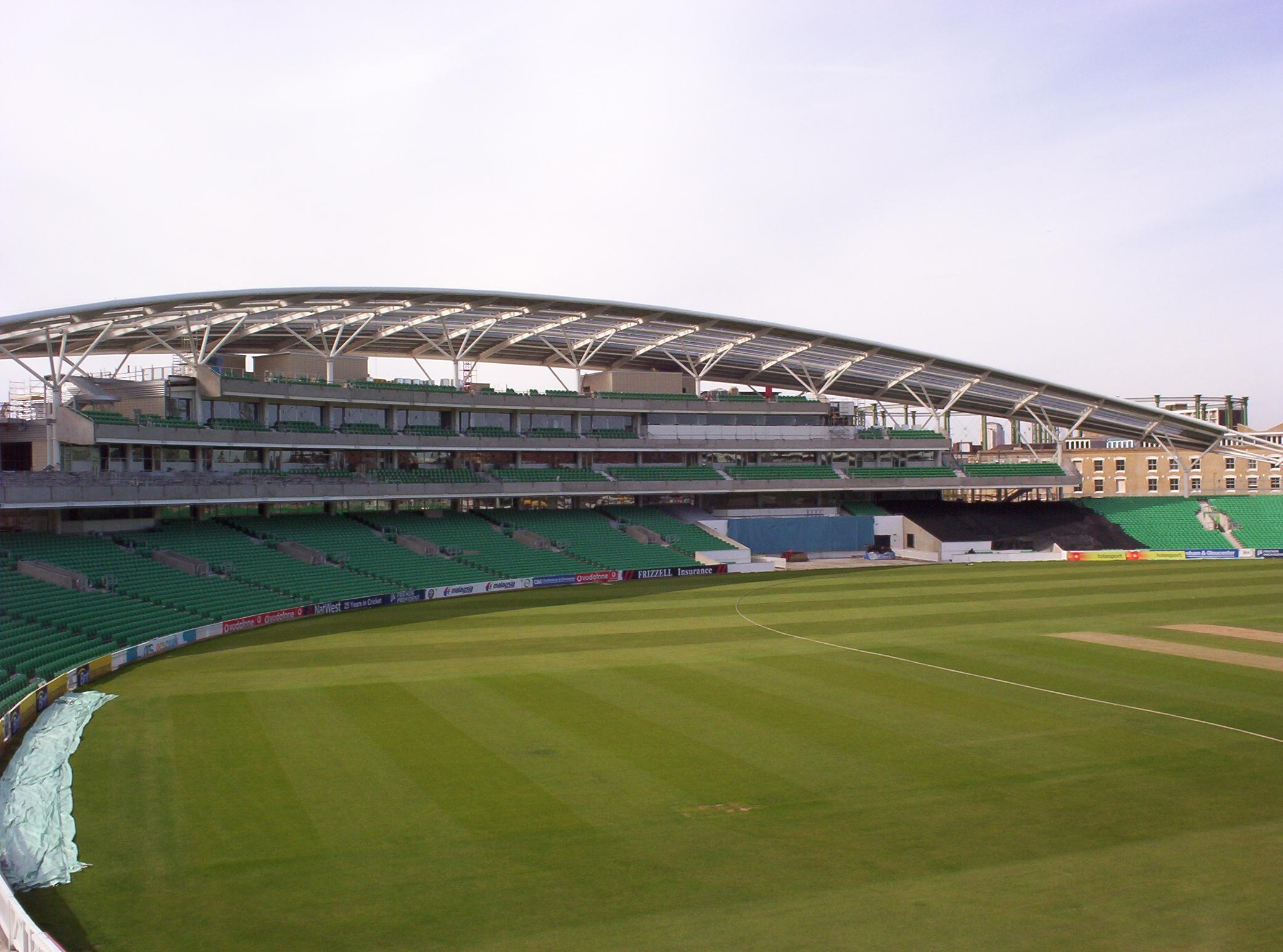
디 오벌

디 오벌(The Oval) 또는 케닝턴 오벌(Kennington Oval)은 1845년 개장한 영국 런던 케닝턴에 위치한 크리켓 경기장이다. 1800년대 후반에는 축구 경기도 열렸으며, 주로 크리켓 용도로 쓰이며, 콘서트 등이 열린다. 서리 카운티 크리켓 클럽의 홈구장이며, 수용 인원은 23,500명이다. 기아 오벌로도 불린다.